# Microcala quadrangularis
Microcala quadrangularis är en gentianaväxtart som först beskrevs av Lamarck, och fick sitt nu gällande namn av Grisebach. Microcala quadrangularis ingår i släktet Microcala och familjen gentianaväxter. Inga underarter finns listade i Catalogue of Life.